# Чёлгечен, Эмель
Эмель Чёлгечен (род. 9 июля 1976, Стамбул ) — турецкая актриса, актриса театра и ведущая.

## Биография
Ходила в школу в Стамбуле. В те годы она увлекалась танцами. После окончания средней школы Эмель поступила на экономический факультет Университета Мармара. На втором курсе она оставила экономический факультет и поступил на театральный факультет Стамбульской академии.  Известна по роли Мерич в сериале «Алие». Сыграла роль Адвоката Семы в сериале «Пойраз Караел».
Владеет английским языком.
В 2021 году Эмель вышла замуж за спортсмена, скульптора и создателя MAT Art Studio Таркана Гювели.